# Adolf Klapp
Adolf Klapp (* 24. Januar 1834 in Sachsenberg; † 1. Januar 1925 in Bad Wildungen) war ein deutscher Richter und Politiker.
Klapp war der Sohn des Geheimen Regierungsrates Ludwig Klapp (1810–1888) und dessen Ehefrau Philippine Louise Wilhelmine Johanna, geborene Rube (1810–1871). Er heiratete am 16. Mai 1869 Lina Haas (1840–1923) aus Fritzlar.
Klapp besuchte 1848 bis 1853 das Gymnasium in Korbach und studierte Rechtswissenschaften an den Universitäten Göttingen und Heidelberg, wo er 1863 das Examen ablegte. Er wurde Rechtsanwalt und Akzessist in Arolsen. 1867 wurde er Kommissarius und 1868 Kreisrichter in Nieder-Wildungen. 1869 wurde er dort Amtsrichter, 1878 Oberamtsrichter und 1879 Amtsgerichtsrat. 1907 wurde er mit dem Titel eines Geheimen Justizrates geehrt. 1913 ernannte ihn die Stadt Bad Wildungen zum Ehrenbürger. 
1893 bis 1908 war er für den Wahlkreis Kreis der Eder Abgeordneter im Landtag des Fürstentums Waldeck-Pyrmont.